# Stazione di Panicaglia
Stazione di Panicaglia 2012-ben bezárt vasútállomás Olaszországban, Borgo San Lorenzo településen.

## Vasútvonalak
Az állomást az alábbi vasútvonalak érintették:
- Firenze–Faenza-vasútvonal

## Kapcsolódó állomások
A vasútállomáshoz az alábbi állomások vannak a legközelebb:
- Stazione di Ronta
- Stazione di Borgo San Lorenzo